# Gaston Seigner
Gaston Marie Louis Seigner (Moulins, 22 de abril de 1878 -  26 de abril de 1918) foi um ginete e capitão francês, medalhista olímpico. 

## Carreira
Gaston Seigner representou seu país nos Jogos Olímpicos de 1912, na qual conquistou a medalha de prata no salto por equipe. , Faleceu na Primeira Guerra Mundial, na Bélgica.